# Guy Lafleur
Guy Damien Lafleur (20. září 1951 Thurso, Québec – 22. dubna 2022) byl kanadský hokejista, který hrál v NHL a pětkrát získal Stanley Cup. U příležitosti 100. výročí NHL byl v lednu 2017 vybrán jako jeden ze sta nejlepších hráčů historie ligy.

## Hráčská kariéra

### Klubová kariéra
Jako junior působil v quebeckých mládežnických soutěžích v týmech Quebec Junior Aces a Quebec Remparts. V sezóně 1970/1971 dovedl tým Remparts k vítězství v Memorial Cupu, finálovém turnaji Canadian Hockey League. Lafleur upoutal pozornost nebývalou produktivitou, když vstřelil v 62 utkáních sezóny 130 gólů a zaznamenal 209 kanadských bodů. V roce 1971 byl draftován z prvního místa týmem Montreal Canadiens, který takticky získal právo první volby od California Golden Seals. Tímto tahem Montreal získal jednoho z nejnadějnějších hokejistů. Guy Lafleur začal hned od sezóny 1971/1972 pravidelně nastupovat. Exceloval zejména od sezóny 1974/1975, kdy v šesti po sobě jdoucích sezónách nastřílel přes 50 gólů a vždy (dosti výrazně) překonal stobodovou hranici v počtu kanadských bodů. Pětkrát získal s týmem Stanley Cup. Byl oporou týmu v dobách slavné generace Montrealu, která pod vedením trenéra Scotty Bowmana kralovala lize ve druhé polovině sedmdesátých let. Jeho spoluhráči byli Steve Shutt, Larry Robinson či Ken Dryden. Lafleur patřil mezi velmi oblíbené hráče, anglicky mluvící fanoušci jej přezdívali "Flower", francouzští "le Démon Blond".
Dne 24. března 1981 utrpěl při autonehodě, když usnul za volantem svého Cadillacu, úraz a vynechal značnou část sezóny. Jeho produktivita v dalších letech klesla a byl zastíněn novými hvězdami jako Mike Bossy či Wayne Gretzky. Také slavná sestava Montrealu se rozpadla a tým vypadával v prvních kolech boje o Stanley Cup. V rozehrané sezóně 1984/1985, nespokojen s tím, kolik dostával prostoru na ledě, se rozhodl ukončit aktivní kariéru. Po třech letech, v roce 1988, byl uveden do hokejové síně slávy.
V roce 1988 zahrál velmi dobře v exhibičním utkání proti Edmontonu Oilers a manažer New York Rangers Phil Esposito jej přesvědčil k podpisu jednoleté smlouvy. Po téměř čtyřleté pauze se tak vrátil do NHL a byl jedním z posledních hráčů, kteří hrávali bez helmy. V prvním utkání na ledě Montrealu vstřelil proti svému bývalému klubu dva góly. Fanoušci jej vřele velmi přivítali. Své dřívější produktivity již zdaleka nedosahoval, v NHL ale odehrál ještě tři sezóny, definitivně kariéru ukončil v roce 1991 v Quebec Nordiques.

### Reprezentační kariéra
Kanadu reprezentoval na Kanadském poháru v letech 1976 a 1981. V roce 1976 s týmem zvítězil.

## Úspěchy a ocenění
Týmové
- pětinásobný držitel Stanley Cupu (v letech 1973, 1976, 1977, 1978 a 1979) – s Montreal Canadiens
- vítěz Kanadského poháru 1976, finalista v roce 1981 – s Kanadou

Individuální
- trojnásobný vítěz Art Ross Trophy (v letech 1976, 1977 a 1978)
- dvojnásobný držitel Hart Memorial Trophy (v letech 1977 a 1978)
- trojnásobný držitel Lester B. Pearson Award (v letech 1976, 1977 a 1978)
- držitel Conn Smythe Trophy v roce 1977
- držitel Lou Marsh Trophy pro nejlepšího kanadského sportovce roku (1977)
- člen Hokejové síně slávy od roku 1988
- v roce 1998 byl hokejovým týdeníkem The Hockey News vybrán do stovky nejlepších hráčů historie jako číslo 11

## Rekordy a zajímavosti
- ve své době byl hokejistou, který dokázal nejrychleji nasbírat 1000 kanadských bodů – v 720 utkáních. Od té doby jej několik hráčů překonalo
- je prvním hráčem, který dokázal zaznamenat 50 gólů a 100 bodů v šesti po sobě jdoucích sezónách
- je jedním ze třech hráčů (vedle Gordie Howa a Mario Lemieuxe), kteří se do NHL vrátili poté, co byli uvedeni do Síně slávy
- je stále rekordmanem Montreal Canadiens v počtu kanadských bodů (1246) a asistencí (728) a druhý v počtu gólů (518, první je Maurice Richard s 544 brankami)
- také je stále rekordmanem Montreal Canadiens v počtu gólů vstřelených v jedné sezóně (60, spolu se Stevem Shuttem) a kanadských bodů v jedné sezóně (136)
- v roce 2001 vydražil své trofeje a další předměty spojené s jeho kariérou, celkem za 400,000 USD

## Klubové statistiky
| Sezona     | Klub               | Soutěž     | Základní část | Základní část | Základní část | Základní část | Základní část | Play off | Play off | Play off | Play off | Play off |
| Sezona     | Klub               | Soutěž     | Z             | G             | A             | B             | TM            | Z        | G        | A        | B        | TM       |
| ---------- | ------------------ | ---------- | ------------- | ------------- | ------------- | ------------- | ------------- | -------- | -------- | -------- | -------- | -------- |
| 1966–67    | Quebec Junior Aces | QJHL       | 8             | 1             | 1             | 2             | 0             | –        | –        | –        | –        | –        |
| 1967–68    | Quebec Junior Aces | QJHL       | 43            | 30            | 19            | 49            | 0             | –        | –        | –        | –        | –        |
| 1968–69    | Quebec Junior Aces | QJHL       | 49            | 50            | 60            | 110           | 83            | –        | –        | –        | –        | –        |
| 1969–70    | Quebec Remparts    | QMJHL      | 56            | 103           | 67            | 170           | 105           | –        | –        | –        | –        | –        |
| 1970–71    | Quebec Remparts    | QMJHL      | 62            | 130           | 79            | 209           | 135           | 14       | 22       | 21       | 43       | 49       |
| 1971–72    | Montreal Canadiens | NHL        | 73            | 29            | 35            | 64            | 48            | 6        | 1        | 4        | 5        | 2        |
| 1972–73    | Montreal Canadiens | NHL        | 70            | 28            | 27            | 55            | 51            | 17       | 3        | 5        | 8        | 9        |
| 1973–74    | Montreal Canadiens | NHL        | 73            | 21            | 35            | 56            | 29            | 6        | 0        | 1        | 1        | 4        |
| 1974–75    | Montreal Canadiens | NHL        | 70            | 53            | 66            | 119           | 37            | 11       | 12       | 7        | 19       | 15       |
| 1975–76    | Montreal Canadiens | NHL        | 80            | 56            | 69            | 125           | 36            | 13       | 7        | 10       | 17       | 2        |
| 1976–77    | Montreal Canadiens | NHL        | 80            | 56            | 80            | 136           | 20            | 14       | 9        | 17       | 26       | 6        |
| 1977–78    | Montreal Canadiens | NHL        | 78            | 60            | 72            | 132           | 26            | 15       | 10       | 11       | 21       | 16       |
| 1978–79    | Montreal Canadiens | NHL        | 80            | 52            | 77            | 129           | 28            | 16       | 10       | 13       | 23       | 0        |
| 1979–80    | Montreal Canadiens | NHL        | 74            | 50            | 75            | 125           | 12            | 3        | 3        | 1        | 4        | 0        |
| 1980–81    | Montreal Canadiens | NHL        | 51            | 27            | 43            | 70            | 29            | 3        | 0        | 1        | 1        | 2        |
| 1981–82    | Montreal Canadiens | NHL        | 66            | 27            | 57            | 84            | 24            | 5        | 2        | 1        | 3        | 4        |
| 1982–83    | Montreal Canadiens | NHL        | 68            | 27            | 49            | 76            | 12            | 3        | 0        | 2        | 2        | 2        |
| 1983–84    | Montreal Canadiens | NHL        | 80            | 30            | 40            | 70            | 19            | 12       | 0        | 3        | 3        | 5        |
| 1984–85    | Montreal Canadiens | NHL        | 19            | 2             | 3             | 5             | 10            | –        | –        | –        | –        | –        |
| 1988–89    | New York Rangers   | NHL        | 67            | 18            | 27            | 45            | 12            | 4        | 1        | 0        | 1        | 0        |
| 1989–90    | Quebec Nordiques   | NHL        | 39            | 12            | 22            | 34            | 4             | –        | –        | –        | –        | –        |
| 1990–91    | Quebec Nordiques   | NHL        | 59            | 12            | 16            | 28            | 2             | –        | –        | –        | –        | –        |
| NHL celkem | NHL celkem         | NHL celkem | 1127          | 560           | 793           | 1353          | 399           | 128      | 58       | 76       | 134      | 67       |